# Rexford Tugwell
Pour les articles homonymes, voir Rexford.
 (août 2022).
Rexford Guy Tugwell (village de Sinclairville, Comté de Chautauqua (New York), le 10 juillet 1891 – Santa Barbara (Californie), le 21 juillet 1979) est un économiste américain. Il entra dans le Brain Trust du président Franklin Delano Roosevelt et fut responsable de la Resettlement Administration. Il fut également le dernier gouverneur sous l'administration coloniale américaine à Porto Rico.
Roosevelt nomma Rexford Tugwell gouverneur de Porto Rico pendant la Seconde Guerre mondiale (1941-1945). Il devint professeur dans plusieurs universités, notamment à l'Université de Chicago et à l'Université de Californie à Santa Barbara. Il écrivit vingt livres, couvrant la politique du New Deal, des biographies de grands hommes politiques, des questions de planification et des mémoires de ses expériences.

## Biographie
Après avoir obtenu son diplôme, Tugwell a été professeur adjoint à l'Université de Washington, à l'Université américaine de Paris et à l'Université Columbia. À l'Université Columbia, il a enseigné l'économie de 1920 à 1932. Rexford Tugwell fut le dernier gouverneur américain nommé à Porto Rico, de 1941 à 1946. Il travailla avec la législature pour créer le conseil de planification, d'urbanisation et de zonage de Porto Rico en 1942. Rexford Tugwell soutint l'autonomie gouvernementale portoricaine par le biais d'un amendement à la loi organique en 1948, mais s'opposa farouchement à la décentralisation des agences et des services gouvernementaux hors de la ville de San Juan « malgré le fait que la plupart des Portoricains ayant besoin de ces services ne résident pas dans la capitale ». Dans un cas, il opposa son veto à un projet de loi approuvé par les deux chambres de la législature portoricaine et soutenu par 59 des 77.
Rexford Tugwell soutient publiquement le Parti démocratique populaire de Luis Muñoz Marín, qui souhaitait un statut de Commonwealth.
Alors qu'il se préparait à se retirer du poste de gouverneur, Rexford Tugwell a joué un rôle déterminant dans la nomination du premier Portoricain à ce poste, Jesús T. Piñero, alors commissaire résident à Washington, DC. Tugwell a également été chancelier de l'Université de Porto Rico.
Après son mandat de gouverneur, Tugwell a repris son activité d'enseignant dans diverses institutions. Il a travaillé pendant des années à l' Université de Chicago , où il a contribué à l'élaboration du programme d'urbanisme. Il a déménagé à Greenbelt, dans le Maryland , l'une des nouvelles banlieues conçues et construites par la Resettlement Administration sous sa direction.
Après les bombardements atomiques d'Hiroshima et de Nagasaki, Rexford Tugwell pensait que la planification mondiale était le seul moyen sûr d'éviter une apocalypse nucléaire. Il participa au Comité pour l'élaboration d'une constitution mondiale de 1945 à 1948. Il pensait également que la constitution nationale devait être modifiée pour permettre la planification économique.
En 1948, Tugwell présida le comité de la plate-forme du Parti progressiste. Lors de sa convention (du 23 au 25 juillet 1948), il raconta une conversation avec le candidat à la présidence Franklin D. Roosevelt en 1942 au cours de laquelle Roosevelt l'avait mis en garde contre des conflits internes qui pourraient détruire le Parti démocrate mais pourraient également créer un « Parti progressiste », ajoutant selon ses propres termes que Roosevelt « aurait mené un mouvement comme celui auquel nous nous joignons maintenant ». Tugwell plaida pour l'unité du parti dans le cadre d'une plate-forme que le New York Times résuma comme « l'approbation de la politique étrangère rouge ».
Tard dans sa vie, Rexford Tugwell a rédigé une constitution pour les nouveaux États d'Amérique. Dans cette constitution, la planification deviendrait une nouvelle branche du gouvernement fédéral, aux côtés des branches réglementaires et électorales. Pendant cette période, il a écrit plusieurs livres, dont une biographie de Grover Cleveland, sous-titrée : A Biography of the President Whose Uncompromising Honesty and Integrity Failed America in a Time of Crisis (1968). Sa biographie de Franklin D. Roosevelt était intitulée FDR: An Architect of an Era. A Stricken Land était ses mémoires sur ses années à Porto Rico. Ce livre a été réimprimé en 2007 par la Fondation Muñoz Marín.

## Œuvre
- 1933 The Industrial discipline and the governmental arts (son livre le plus marquant au niveau économique)